# Gold Digger
Gold Digger är en brittisk thrillerserie som hade premiär den 12 november 2019 på  BBC One. Serien som är skapad och skriven av Marnie Dickens består av sex avsnitt.

## Handling
Serien handlar om om den rika  60-åringen Julia Day som inleder en ny fas i livet när hon förälskar sig i den betydligt yngre copywritern Benjamin Greene. Hennes vuxna barn ifrågasätter hans avsikter och börjar undersöka hans förflutna.

## Rollista (i urval)
- Julia Ormond - Julia Day
- Ben Barnes - Benjamin Greene
- Alex Jennings - Ted Day.
- Sebastian Armesto - Patrick Day
- Yasmine Akram - Eimear Day
- Jemima Rooper - Della Day
- Archie Renaux - Leo Day
- Nikki Amuka-Bird - Marsha
- Karla-Simone Spence - Cali Okello
- Julia McKenzie - Hazel
- Indica Watson - Charlotte Day